# Lipa, Gospa Sveta
Lipa (nemško Lind) je naselje v Občini Gospa Sveta v Okraju Celovec-dežela na Koroškem v Avstriji.